# Svjatopolk II. Izjaslavič
Svjatopolk II. Izjaslavič (1050?–1113) byl kyjevský kníže z rodu Rurikovců, vládl v letech 1093 až 1113. Byl synem kyjevského knížete Izjaslava Jaroslaviče a polské princezny Gertrudy.
Svjatopolk nebyl výraznou panovnickou osobností. Postupně vládl v Polocku, Novgorodě a nakonec v Turově. Roku 1093 byl podle seniorátního práva povolán na kyjevský knížecí stolec. Ze jeho vlády pokračovaly rozbroje mezi rurikovskými knížaty a v zemi se nakupily sociální problémy. Časté polovecké nájezdy zvládal jen s pomocí svého bratrance Vladimíra Monomacha, který se také stal jeho následníkem.

## Rodina
Není známo, kdo byla jeho první žena. Podruhé se oženil roku 1094 s dcerou poloveckého chána Tugorkana.